# 松平忠侯
松平 忠侯（まつだいら ただこれ）は、江戸時代後期の大名。肥前国島原藩主。深溝松平家13代当主。官位は従五位下・摂津守、主殿頭。

## 生涯
寛政11年（1799年）11月22日、先代藩主・松平忠馮の四男として誕生した。兄がいたが、忠侯は正室所生だったために世子となり、文化11年（1814年）12月16日に従五位下・摂津守に叙位・任官する。文政2年（1819年）に父が死去したため家督を継ぎ、4月2日に主殿頭に遷任した。
藩政では藩財政の再建を優先し、文政6年（1823年）には厳しい人別調査を行ない、その結果として文政8年（1825年）には菜種・小麦の税収増徴と生産品の運上銀制、生産方の設置と専売制の強化を行なっている。また、倹約令や奢侈禁止令を出した。しかし天災が相次ぎ、さらに長崎警備や軍事力強化に対する出費が相次いであまり効果はなかった。一方で廃校寸前だった藩校・稽古館の復興に努め、学生増加を奨励し、さらに医学校である済衆館を創設するなどして学問を奨励した。

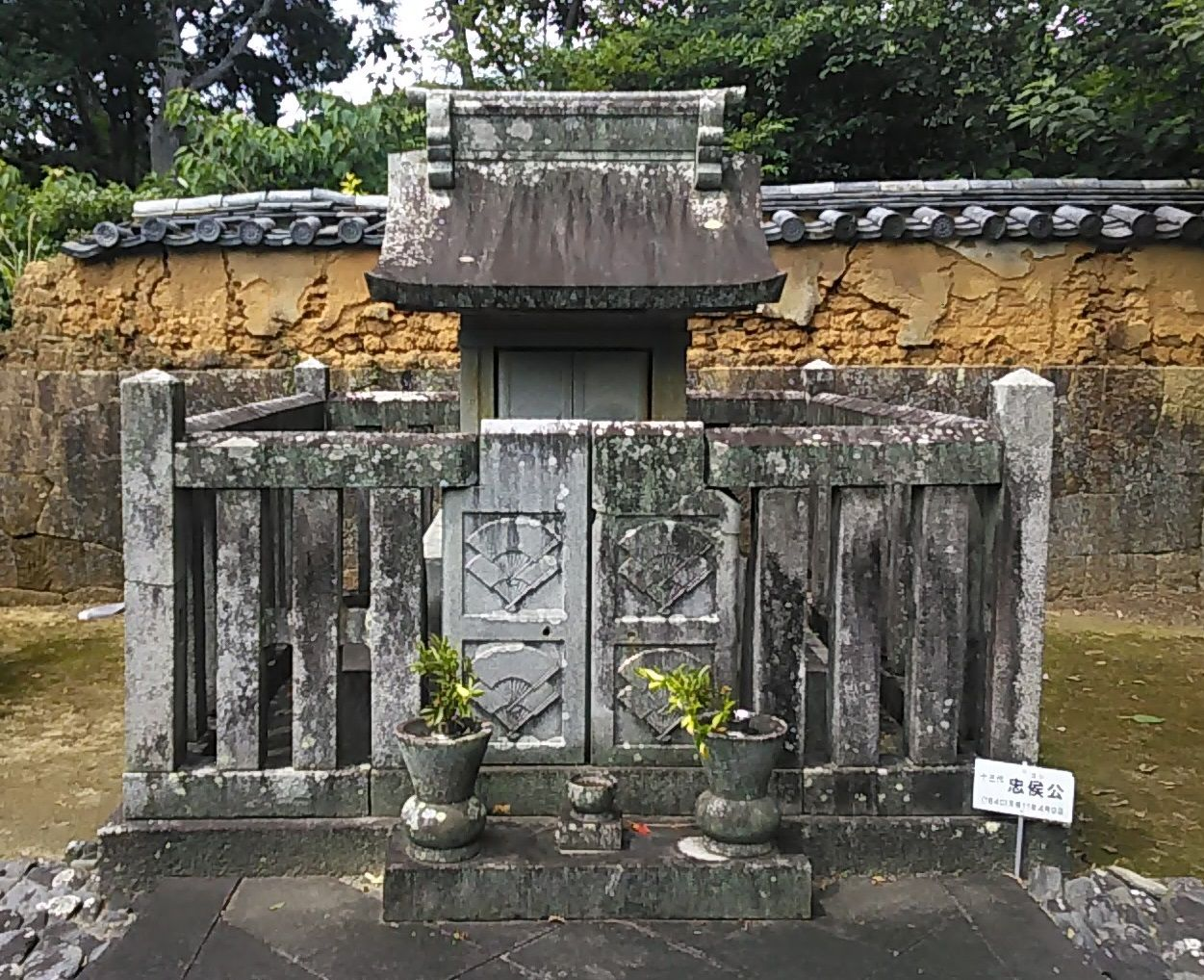
松平忠侯の墓（幸田町本光寺）

忠侯はもともと病弱だったが、天保11年（1840年）4月9日、42歳の厄払いの宴会の最中に病に倒れ、そのまま死去した。享年42。跡を次男の忠誠が継いだ。

## 系譜
父母
- 松平忠馮（父）
- 豊章院 - 井伊直幸の娘（母）

正室、継室
- 芳 - 井伊直中の五女（正室） - 忠侯の従姉妹
- 孝 - 阿部正精の娘（継室）

側室
- 琴
- 邦

子女
- 松平忠誠（長男） 生母は孝
- 松平恭之助
- 松平万次郎
- 松平忠精（四男） 生母は孝
- 松平鍵吉郎
- 松平繁丸